# Ptačí oblast Východní Krušné hory
Východní Krušné hory jsou ptačí oblast v rámci sítě Natura 2000, které se rozkládá na ploše 163,7 km² v nadmořských výškách od 800 do 956 metrů ve vrcholových partiích Krušných hor. Bylo vyhlášeno v roce 2004 a táhne se podél česko-německé státní hranice v několika kilometrovém pásu v délce asi 40 kilometrů od Mníšku u Nové Vsi v Horách po Petrovice. Předmětem jeho ochrany je populace tetřívka obecného (Tetrao tetrix) a jeho biotop, respektive „zachování a obnova ekosystémů významných pro tento druh.“
Území ptačí oblasti se částečně překrývá s chráněnou krajinnou oblastí Labské pískovce a nachází se v něm maloplošná zvláště chráněná území Cínovecký hřbet, Pod Lysou horou, Černá louka, Černý rybník, Grünwaldské vřesoviště a Rašeliniště U jezera – Cínovecké rašeliniště.